# Krzysztof Kłosowski (polityk)
Krzysztof Kłosowski (ur. 14 grudnia 1975 w Mogilnie) – polski przedsiębiorca i polityk, poseł na Sejm VII kadencji.

## Życiorys
Ukończył studia w Wyższej Szkole Biznesu – National-Louis University w Nowym Sączu. Pracował w koncernie Thomson Consumer Electronics, w 2004 zaczął prowadzić własną działalność gospodarczą. W wyborach parlamentarnych w 2011 uzyskał mandat poselski, kandydując z 1. miejsca na liście Ruchu Palikota w okręgu kaliskim i otrzymując 13 080 głosów. W 2013, w wyniku przekształcenia Ruchu Palikota, został działaczem partii Twój Ruch. Kandydował bez powodzenia w wyborach do Parlamentu Europejskiego w 2014. W sierpniu tego samego roku przeszedł z TR do klubu poselskiego Sojuszu Lewicy Demokratycznej. W 2015 nie ubiegał się o poselską reelekcję. W 2019 bez powodzenia kandydował do Sejmu z listy SLD (otrzymał 1056 głosów). W 2024 wybrany na radnego Jarocina.